# Barbora Krejčíková
Barbora Krejčíková (ur. 18 grudnia 1995 w Brnie) – czeska tenisistka, zwyciężczyni French Open 2021 i Wimbledonu 2024 w grze pojedynczej kobiet, French Open 2018 i 2021, Wimbledonu 2018 i 2022, Australian Open 2022 i 2023 oraz US Open 2022 w grze podwójnej kobiet, Australian Open 2019, 2020 i 2021 w grze mieszanej oraz French Open, Wimbledonu i US Open w grze podwójnej dziewcząt z 2013 roku, złota medalistka igrzysk olimpijskich z Tokio (2020) w grze podwójnej, liderka deblowego rankingu WTA.

## Kariera tenisowa
Zawodową karierę na kortach rozpoczęła w lipcu 2010 roku, biorąc udział w turnieju rangi ITF w Pieszczanach. We wrześniu 2011 wygrała swój pierwszy turniej w grze podwójnej rangi ITF w Osijeku, w którym dotarła także do finału gry pojedynczej. W sumie wygrała czternaście turniejów singlowych i dziewiętnaście deblowych rangi ITF.
Jako juniorka osiągnęła finał gry podwójnej dziewcząt podczas Australian Open i została zwyciężczynią French Open, Wimbledonu oraz US Open w 2013 roku w tej samej kategorii (we wszystkich w parze z Kateřiną Siniakovą).
We wrześniu 2015 roku razem z An-Sophie Mestach wygrały swój pierwszy turniej deblowy w WTA Tour w Quebecu.
W parze z Kateřiną Siniakovą odniosły triumfy podczas wielkoszlemowych French Open i Wimbledonu w 2018 roku.
W 2019 roku razem z Rajeevem Ramem triumfowała podczas Australian Open w konkurencji gry mieszanej. Rok później wspólnie z Nikolą Mekticiem obroniła tytuł.
W 2021 roku wspólnie z Siniakovą osiągnęły finał Australian Open w grze podwójnej. Razem z Ramem doszła do finału Australian Open w grze mieszanej, w którym ponownie obroniła tytuł. W Strasburgu zdobyła pierwszy tytuł singlowy cyklu WTA Tour, w meczu mistrzowskim pokonując Soranę Cîrsteę 6:3, 6:3. Podczas French Open triumfowała w finale rozgrywek singlowych, pokonując w nim Anastasiję Pawluczenkową 6:1, 2:6, 6:4. Razem z Siniakovą awansowały również do finału zawodów deblowych, w których pokonały Bethanie Mattek-Sands i Igę Świątek, zdobywając trzeci wielkoszlemowy tytuł w grze podwójnej. W lipcu zwyciężyła w zawodach w Pradze, w finale pokonując Terezę Martincovą 6:2, 6:0. Wspólnie z Siniakovą zostały mistrzyniami olimpijskimi z igrzysk olimpijskich w Tokio (2020) w deblu. Pojedynek o złoty medal wygrały 7:5, 6:1 z Belindą Bencic i Viktoriją Golubic. Czeszki zostały też mistrzyniami kończącego sezon turnieju WTA Finals, w którym wygrały wszystkie mecze. W spotkaniu o tytuł pokonały Hsieh Su-wei i Elise Mertens 6:3, 6:4.
W sezonie 2022 osiągnęła finał zawodów singlowych w Sydney. Przegrała w nim 3:6, 6:4, 6:7(4) z Paulą Badosą. Wspólnie z Siniakovą zwyciężyły w zawodach wielkoszlemowych podczas Australian Open. W finale pokonały duet Anna Danilina–Beatriz Haddad Maia 6:7(3), 6:4, 6:4. Kolejny triumf w rozgrywkach Wielkiego Szlema Czeszki zanotowały podczas Wimbledonu, wygrywając w finale z Elise Mertens i Zhang Shuai 6:2, 6:4. Trzecie w sezonie wielkoszlemowe zwycięstwo para odniosła w US Open, pokonując w meczu mistrzowskim Catherine McNally i Taylor Townsend 3:6, 7:5, 6:1. Reprezentantki Czech skompletowały w ten sposób Karierowego Wielkiego Szlema.

## Historia występów wielkoszlemowych
Legenda
     W, wygrany turniej
     F, przegrana w finale
     SF, przegrana w półfinale
     QF, przegrana w ćwierćfinale
     xR, przegrana w x rundzie
     A, brak startu
     NH, turniej nie odbył się

### Występy w grze pojedynczej
| Australian Open        | A   | A   | A   | A   | Q2  | Q3  | Q2  | Q3  | Q2  | 2R | 2R | QF | 4R | QF | A  | 0 / 5  | 13 – 5  |  |  |  |  |  |  |  |  |  |
| French Open            | A   | A   | A   | A   | Q2  | A   | A   | 1R  | Q1  | 4R | W  | 1R | 1R | 1R | 2R | 1 / 7  | 11 – 6  |  |  |  |  |  |  |  |  |  |
| Wimbledon              | A   | A   | A   | A   | Q1  | Q1  | Q2  | A   | A   | NH | 4R | 3R | 2R | W  | 3R | 1 / 5  | 15 – 4  |  |  |  |  |  |  |  |  |  |
| US Open                | A   | A   | A   | Q3  | Q1  | A   | Q1  | Q1  | Q2  | A  | QF | 2R | 1R | 2R |    | 0 / 4  | 6 – 4   |  |  |  |  |  |  |  |  |  |
|                        |     |     |     |     |     |     |     |     |     |    |    |    |    |    |    |        |         |  |  |  |  |  |  |  |  |  |
| Ranking na koniec roku | 895 | 608 | 376 | 187 | 187 | 251 | 126 | 203 | 135 | 65 | 5  | 21 | 10 | 10 |    | 2 / 21 | 45 – 19 |  |  |  |  |  |  |  |  |  |

### Występy w grze podwójnej
| Australian Open        | A   | A   | A   | A   | A  | 2R | 2R | 3R | QF | SF | F  | W | W  | QF | A  | 2 / 9  | 31 – 7  |  |  |  |  |  |  |  |  |  |  |
| French Open            | A   | A   | A   | A   | 1R | SF | 3R | W  | 1R | SF | W  | A | 1R | 3R | A  | 2 / 9  | 24 – 7  |  |  |  |  |  |  |  |  |  |  |
| Wimbledon              | A   | A   | A   | A   | Q1 | 1R | 1R | W  | SF | NH | QF | W | A  | QF | 3R | 2 / 8  | 22 – 5  |  |  |  |  |  |  |  |  |  |  |
| US Open                | A   | A   | A   | A   | A  | QF | 3R | SF | A  | A  | 1R | W | 2R | A  |    | 1 / 6  | 16 – 5  |  |  |  |  |  |  |  |  |  |  |
|                        |     |     |     |     |    |    |    |    |    |    |    |   |    |    |    |        |         |  |  |  |  |  |  |  |  |  |  |
| Ranking na koniec roku | 827 | 614 | 352 | 121 | 87 | 26 | 54 | 1  | 13 | 7  | 2  | 3 | 13 | 29 |    | 7 / 32 | 93 – 24 |  |  |  |  |  |  |  |  |  |  |

### Występy w grze mieszanej
| Australian Open | A | A | A | A | A | A  | 1R | A | W | W  | W  | A | A | A  | A | 3 / 4  | 15 – 1 |  |  |  |  |  |  |  |  |  |  |
| French Open     | A | A | A | A | A | A  | 1R | A | A | NH | QF | A | A | 2R | A | 0 / 3  | 2 – 2  |  |  |  |  |  |  |  |  |  |  |
| Wimbledon       | A | A | A | A | A | 2R | 3R | A | A | NH | A  | A | A | A  | A | 0 / 2  | 2 – 2  |  |  |  |  |  |  |  |  |  |  |
| US Open         | A | A | A | A | A | QF | A  | A | A | NH | A  | A | A | QF | A | 0 / 2  | 4 – 2  |  |  |  |  |  |  |  |  |  |  |
|                 |   |   |   |   |   |    |    |   |   |    |    |   |   |    |   |        |        |  |  |  |  |  |  |  |  |  |  |
|                 |   |   |   |   |   |    |    |   |   |    |    |   |   |    |   | 3 / 11 | 23 – 7 |  |  |  |  |  |  |  |  |  |  |

## Finały turniejów WTA
| Legenda                     | Legenda |
| --------------------------- | ------- |
| Wielki Szlem                |         |
| Igrzyska olimpijskie        |         |
| WTA Tour Championships      |         |
| 2009 – 2020                 |         |
| WTA Premier Mandatory       |         |
| WTA Premier 5               |         |
| WTA Premier                 |         |
| WTA International Series    |         |
| WTA 125K series (2012–2020) |         |
| od 2021                     |         |
| WTA 1000 (obowiązkowe)      |         |
| WTA 1000 (nieobowiązkowe)   |         |
| WTA 500                     |         |
| WTA 250                     |         |
| WTA 125                     |         |

### Gra pojedyncza 13 (8–5)
| Końcowy wynik | Nr | Data                 | Turniej     | Nawierzchnia  | Przeciwniczka            | Wynik finału     |
| ------------- | -- | -------------------- | ----------- | ------------- | ------------------------ | ---------------- |
| Finalistka    | 1. | 27 maja 2017         | Norymberga  | Ceglana       | Kiki Bertens             | 2:6, 1:6         |
| Finalistka    | 2. | 13 marca 2021        | Dubaj       | Twarda        | Garbiñe Muguruza         | 6:7(6), 3:6      |
| Zwyciężczyni  | 1. | 29 maja 2021         | Strasburg   | Ceglana       | Sorana Cîrstea           | 6:3, 6:3         |
| Zwyciężczyni  | 2. | 12 czerwca 2021      | French Open | Ceglana       | Anastasija Pawluczenkowa | 6:1, 2:6, 6:4    |
| Zwyciężczyni  | 3. | 18 lipca 2021        | Praga       | Twarda        | Tereza Martincová        | 6:2, 6:0         |
| Finalistka    | 3. | 15 stycznia 2022     | Sydney      | Twarda        | Paula Badosa             | 3:6, 6:4, 6:7(4) |
| Zwyciężczyni  | 4. | 2 października 2022  | Tallinn     | Twarda (hala) | Anett Kontaveit          | 6:2, 6:3         |
| Zwyciężczyni  | 5. | 9 października 2022  | Ostrawa     | Twarda (hala) | Iga Świątek              | 5:7, 7:6(4), 6:3 |
| Zwyciężczyni  | 6. | 25 lutego 2023       | Dubaj       | Twarda        | Iga Świątek              | 6:4, 6:2         |
| Finalistka    | 4. | 25 czerwca 2023      | Birmingham  | Trawiasta     | Jeļena Ostapenko         | 6:7(8), 4:6      |
| Zwyciężczyni  | 7. | 16 września 2023     | San Diego   | Twarda        | Sofia Kenin              | 6:4, 2:6, 6:4    |
| Finalistka    | 5. | 15 października 2023 | Zhengzhou   | Twarda        | Zheng Qinwen             | 6:2, 2:6, 4:6    |
| Zwyciężczyni  | 8. | 13 lipca 2024        | Wimbledon   | Trawiasta     | Jasmine Paolini          | 6:2, 2:6, 6:4    |

### Gra podwójna 30 (19–11)
| Końcowy wynik | Nr  | Data                 | Turniej         | Nawierzchnia    | Partnerka          | Przeciwniczki                         | Wynik finału      |
| ------------- | --- | -------------------- | --------------- | --------------- | ------------------ | ------------------------------------- | ----------------- |
| Finalistka    | 1.  | 18 października 2014 | Luksemburg      | Twarda (hala)   | Lucie Hradecká     | Timea Bacsinszky Kristina Barrois     | 6:3, 4:6, 4–10    |
| Zwyciężczyni  | 1.  | 20 września 2015     | Québec          | Dywanowa (hala) | An-Sophie Mestach  | María Irigoyen Paula Kania            | 4:6, 6:3, 12–10   |
| Finalistka    | 2.  | 14 lutego 2016       | Petersburg      | Twarda (hala)   | Wiera Duszewina    | Martina Hingis Sania Mirza            | 3:6, 1:6          |
| Finalistka    | 3.  | 30 lipca 2017        | Båstad          | Ceglana         | María Irigoyen     | Quirine Lemoine Arantxa Rus           | 6:3, 3:6, 8–10    |
| Finalistka    | 4.  | 6 stycznia 2018      | Shenzhen        | Twarda          | Kateřina Siniaková | Irina-Camelia Begu Simona Halep       | 6:1, 1:6, 8–10    |
| Finalistka    | 5.  | 1 kwietnia 2018      | Miami           | Twarda          | Kateřina Siniaková | Ashleigh Barty Coco Vandeweghe        | 2:6, 1:6          |
| Zwyciężczyni  | 2.  | 10 czerwca 2018      | French Open     | Ceglana         | Kateřina Siniaková | Eri Hozumi Makoto Ninomiya            | 6:3, 6:3          |
| Zwyciężczyni  | 3.  | 14 lipca 2018        | Wimbledon       | Trawiasta       | Kateřina Siniaková | Nicole Melichar Květa Peschke         | 6:4, 4:6, 6:0     |
| Finalistka    | 6.  | 28 października 2018 | Singapur        | Twarda (hala)   | Kateřina Siniaková | Tímea Babos Kristina Mladenovic       | 4:6, 5:7          |
| Finalistka    | 7.  | 16 marca 2019        | Indian Wells    | Twarda          | Kateřina Siniaková | Elise Mertens Aryna Sabalenka         | 3:6, 2:6          |
| Zwyciężczyni  | 4.  | 11 sierpnia 2019     | Toronto         | Twarda          | Kateřina Siniaková | Anna-Lena Grönefeld Demi Schuurs      | 7:5, 6:0          |
| Zwyciężczyni  | 5.  | 13 października 2019 | Linz            | Twarda (hala)   | Kateřina Siniaková | Barbara Haas Xenia Knoll              | 6:4, 6:3          |
| Zwyciężczyni  | 6.  | 11 stycznia 2020     | Shenzhen        | Twarda          | Kateřina Siniaková | Duan Yingying Zheng Saisai            | 6:2, 3:6, 10–4    |
| Finalistka    | 8.  | 22 lutego 2020       | Dubaj           | Twarda          | Zheng Saisai       | Hsieh Su-wei Barbora Strýcová         | 5:7, 6:3, 5–10    |
| Zwyciężczyni  | 7.  | 7 lutego 2021        | Melbourne       | Twarda          | Kateřina Siniaková | Chan Hao-ching Latisha Chan           | 6:3, 7:6(4)       |
| Finalistka    | 9.  | 19 lutego 2021       | Australian Open | Twarda          | Kateřina Siniaková | Elise Mertens Aryna Sabalenka         | 2:6, 3:6          |
| Zwyciężczyni  | 8.  | 8 maja 2021          | Madryt          | Ceglana         | Kateřina Siniaková | Gabriela Dabrowski Demi Schuurs       | 6:4, 6:3          |
| Zwyciężczyni  | 9.  | 13 czerwca 2021      | French Open     | Ceglana         | Kateřina Siniaková | Bethanie Mattek-Sands Iga Świątek     | 6:4, 6:2          |
| Zwyciężczyni  | 10. | 1 sierpnia 2021      | Tokio           | Twarda          | Kateřina Siniaková | Belinda Bencic Viktorija Golubic      | 7:5, 6:1          |
| Zwyciężczyni  | 11. | 17 listopada 2021    | Guadalajara     | Twarda          | Kateřina Siniaková | Hsieh Su-wei Elise Mertens            | 6:3, 6:4          |
| Zwyciężczyni  | 12. | 30 stycznia 2022     | Australian Open | Twarda          | Kateřina Siniaková | Anna Danilina Beatriz Haddad Maia     | 6:7(3), 6:4, 6:4  |
| Zwyciężczyni  | 13. | 10 lipca 2022        | Wimbledon       | Trawiasta       | Kateřina Siniaková | Elise Mertens Zhang Shuai             | 6:2, 6:4          |
| Zwyciężczyni  | 14. | 11 września 2022     | US Open         | Twarda          | Kateřina Siniaková | Catherine McNally Taylor Townsend     | 3:6, 7:5, 6:1     |
| Finalistka    | 10. | 7 listopada 2022     | Fort Worth      | Twarda (hala)   | Kateřina Siniaková | Wieronika Kudiermietowa Elise Mertens | 2:6, 6:4, 9–11    |
| Zwyciężczyni  | 15. | 29 stycznia 2023     | Australian Open | Twarda          | Kateřina Siniaková | Shūko Aoyama Ena Shibahara            | 6:4, 6:3          |
| Zwyciężczyni  | 16. | 19 marca 2023        | Indian Wells    | Twarda          | Kateřina Siniaková | Beatriz Haddad Maia Laura Siegemund   | 6:1, 6:7(3), 10–7 |
| Zwyciężczyni  | 17. | 25 czerwca 2023      | Birmingham      | Trawiasta       | Marta Kostiuk      | Storm Hunter Alycia Parks             | 6:2, 7:6(7)       |
| Zwyciężczyni  | 18. | 16 września 2023     | San Diego       | Twarda          | Kateřina Siniaková | Danielle Collins Coco Vandeweghe      | 6:1, 6:4          |
| Finalistka    | 11. | 5 maja 2024          | Madryt          | Ceglana         | Laura Siegemund    | Cristina Bucșa Sara Sorribes Tormo    | 0:6, 2:6          |
| Zwyciężczyni  | 19. | 26 lipca 2024        | Praga           | Ceglana         | Kateřina Siniaková | Bethanie Mattek-Sands Lucie Šafářová  | 6:3, 6:3          |

### Gra mieszana 3 (3–0)
| Końcowy wynik | Nr | Data             | Turniej         | Nawierzchnia | Partner       | Przeciwnicy                        | Wynik finału   |
| ------------- | -- | ---------------- | --------------- | ------------ | ------------- | ---------------------------------- | -------------- |
| Zwyciężczyni  | 1. | 26 stycznia 2019 | Australian Open | Twarda       | Rajeev Ram    | Astra Sharma John-Patrick Smith    | 7:6(3), 6:1    |
| Zwyciężczyni  | 2. | 1 lutego 2020    | Australian Open | Twarda       | Nikola Mektić | Bethanie Mattek-Sands Jamie Murray | 5:7, 6:4, 10–1 |
| Zwyciężczyni  | 3. | 20 lutego 2021   | Australian Open | Twarda       | Rajeev Ram    | Samantha Stosur Matthew Ebden      | 6:1, 6:4       |

## Finały turniejów WTA 125K series

### Gra podwójna 1 (1–0)
| Końcowy wynik | Nr | Data              | Turniej | Nawierzchnia  | Partnerka     | Przeciwniczki                           | Wynik finału   |
| ------------- | -- | ----------------- | ------- | ------------- | ------------- | --------------------------------------- | -------------- |
| Zwyciężczyni  | 1. | 15 listopada 2015 | Limoges | Twarda (hala) | Mandy Minella | Margarita Gasparian Oksana Kalasznikowa | 1:6, 7:5, 10–6 |

## Występy w Turnieju Mistrzyń

### W grze pojedynczej
| Rok  | Rezultat                              | Przeciwniczka                                      | Wynik                                 |
| 2021 | Faza grupowa                          | Anett Kontaveit Garbiñe Muguruza Karolína Plíšková | 3:6, 4:6 6:2, 3:6, 4:6 6:0, 4:6, 4:6  |
| 2023 | zawodniczka rezerwowa (nie wystąpiła) | zawodniczka rezerwowa (nie wystąpiła)              | zawodniczka rezerwowa (nie wystąpiła) |
| 2024 | Półfinał                              | Zheng Qinwen                                       | 3:6, 5:7                              |

### W grze podwójnej
| Rok  | Rezultat     | Partnerka          | Przeciwniczki                                                                                | Wynik                                     |
| 2018 | Finał        | Kateřina Siniaková | Tímea Babos Kristina Mladenovic                                                              | 4:6, 5:7                                  |
| 2019 | Faza grupowa | Kateřina Siniaková | Gabriela Dabrowski Xu Yifan Hsieh Su-wei Barbora Strýcová Samantha Stosur Zhang Shuai        | 6:4, 6:2 2:6, 6:1, 5–10 3:6, 6:7(7)       |
| 2021 | Zwycięstwo   | Kateřina Siniaková | Hsieh Su-wei Elise Mertens                                                                   | 6:3, 6:4                                  |
| 2022 | Finał        | Kateřina Siniaková | Wieronika Kudiermietowa Elise Mertens                                                        | 2:6, 6:4, 9–11                            |
| 2023 | Faza grupowa | Kateřina Siniaková | Laura Siegemund Wiera Zwonariowa Coco Gauff Jessica Pegula Gabriela Dabrowski Erin Routliffe | 3:6, 7:6(6), 5–10 3:6, 7:5, 10–6 4:6, 5:7 |

## Występy w Turnieju WTA Elite Trophy

### W grze pojedynczej
| Rok  | Rezultat     | Przeciwniczka                 | Wynik                  |
| 2023 | Faza grupowa | Magda Linette Darja Kasatkina | 6:2, 6:4 5:7, 6:1, 1:6 |

## Historia występów w turniejach WTA
| W  | = zwycięstwo                   |
| F  | = finał                        |
| SF | = półfinał                     |
| QF | = ćwierćfinał                  |
| xR | = x runda (x – numer rundy)    |
| LQ | = odpadła w kwalifikacjach     |
| A  | = nie uczestniczyła w turnieju |
| NH | = turniej nie odbywał się      |

| a    | Uwzględniono tylko mecze rozegrane w głównej drabince turnieju.                                                                                     |
| b    | Uwzględniono tylko turnieje, w których zawodniczka wystąpiła.                                                                                       |
|      | |
| c    | Statystyki całej kariery uwzględniają wyniki w turniejach WTA, ITF, kwalifikacjach do tych turniejów oraz spotkania rozegrane w Pucharze Federacji. |
|      | |
| Q    | Do turnieju głównego dostała się przez kwalifikacje.                                                                                                |
| P5   | Turniej w danym roku miał rangę WTA Premier 5. |
| P    | Turniej w danym roku miał rangę WTA Premier |
| 1000 | Turniej w danym roku miał rangę WTA 1000. |
| 500  | Turniej w danym roku miał rangę WTA 500. |

### W grze pojedynczej
| Turniej                    | Kategoria do 2020          | 2011                       | 2012                       | 2013                       | 2014                       | 2015                       | 2016                       | 2017                       | 2018                       | 2019                       | 2020                       | 2021                       | 2022                       | 2023                       | 2024                       | 2025                       | Tytuły                     | Z–Pa                       |                            |                            |                            |                            |                            |                            |                            |                            |                            |
| Mistrzostwa kończące sezon | Mistrzostwa kończące sezon | Mistrzostwa kończące sezon | Mistrzostwa kończące sezon | Mistrzostwa kończące sezon | Mistrzostwa kończące sezon | Mistrzostwa kończące sezon | Mistrzostwa kończące sezon | Mistrzostwa kończące sezon | Mistrzostwa kończące sezon | Mistrzostwa kończące sezon | Mistrzostwa kończące sezon | Mistrzostwa kończące sezon | Mistrzostwa kończące sezon | Mistrzostwa kończące sezon | Mistrzostwa kończące sezon | Mistrzostwa kończące sezon | Mistrzostwa kończące sezon | Mistrzostwa kończące sezon | Mistrzostwa kończące sezon | Mistrzostwa kończące sezon | Mistrzostwa kończące sezon | Mistrzostwa kończące sezon | Mistrzostwa kończące sezon | Mistrzostwa kończące sezon | Mistrzostwa kończące sezon | Mistrzostwa kończące sezon | Mistrzostwa kończące sezon |
| -------------------------- | -------------------------- | -------------------------- | -------------------------- | -------------------------- | -------------------------- | -------------------------- | -------------------------- | -------------------------- | -------------------------- | -------------------------- | -------------------------- | -------------------------- | -------------------------- | -------------------------- | -------------------------- | -------------------------- | -------------------------- | -------------------------- | -------------------------- | -------------------------- | -------------------------- | -------------------------- | -------------------------- | -------------------------- | -------------------------- | -------------------------- | -------------------------- |
| WTA Finals                 | WTA Finals                 | A                          | A                          | A                          | A                          | A                          | A                          | A                          | A                          | A                          | NH                         | RR                         | A                          | Alt                        | SF                         |                            | 0 / 2                      | 2 – 5                      |                            |                            |                            |                            |                            |                            |                            |                            |                            |
| Turnieje WTA 1000          |                            |                            |                            |                            |                            |                            |                            |                            |                            |                            |                            |                            |                            |                            |                            |                            |                            |                            |                            |                            |                            |                            |                            |                            |                            |                            |                            |
| Dubaj                      | Premier 5/Premier          | A                          | P                          | P                          | P                          | A                          | P                          | A                          | P                          | A                          | P                          | F                          | 500                        | W                          | A                          | A                          | 1 / 2                      | 11 – 1                     |                            |                            |                            |                            |                            |                            |                            |                            |                            |
| Doha                       | Premier 5/Premier          | P                          | A                          | A                          | A                          | P                          | LQ                         | P                          | LQ                         | P                          | A                          | 500                        | 3R                         | 500                        | A                          | A                          | 0 / 1                      | 1 – 1                      |                            |                            |                            |                            |                            |                            |                            |                            |                            |
| Indian Wells               | Premier Mandatory          | A                          | A                          | A                          | A                          | A                          | A                          | A                          | LQ                         | A                          | NH                         | 4R                         | A                          | 4R                         | A                          | A                          | 0 / 2                      | 4 – 2                      |                            |                            |                            |                            |                            |                            |                            |                            |                            |
| Miami                      | Premier Mandatory          | A                          | A                          | A                          | A                          | A                          | A                          | A                          | LQ                         | A                          | NH                         | 2R                         | A                          | 4R                         | A                          | A                          | 0 / 2                      | 3 – 2                      |                            |                            |                            |                            |                            |                            |                            |                            |                            |
| Madryt                     | Premier Mandatory          | A                          | A                          | A                          | A                          | A                          | A                          | A                          | LQ                         | A                          | NH                         | 1R                         | A                          | 4R                         | 2R                         | A                          | 0 / 3                      | 2 – 3                      |                            |                            |                            |                            |                            |                            |                            |                            |                            |
| Rzym                       | Premier 5                  | A                          | A                          | A                          | A                          | A                          | A                          | A                          | A                          | A                          | A                          | 3R                         | A                          | 3R                         | A                          | A                          | 0 / 2                      | 3 – 2                      |                            |                            |                            |                            |                            |                            |                            |                            |                            |
| Montreal/Toronto           | Premier 5                  | A                          | A                          | A                          | A                          | A                          | A                          | LQ                         | 1R                         | LQ                         | NH                         | A                          | 1R                         | A                          | A                          | 1R                         | 0 / 3                      | 0 – 3                      |                            |                            |                            |                            |                            |                            |                            |                            |                            |
| Cincinnati                 | Premier 5                  | A                          | A                          | A                          | A                          | A                          | A                          | A                          | A                          | A                          | A                          | QF                         | 3R                         | 1R                         | A                          | 4R                         | 0 / 4                      | 6 – 4                      |                            |                            |                            |                            |                            |                            |                            |                            |                            |
| Tokio/ Wuhan               | Premier 5                  | A                          | A                          | A                          | A                          | A                          | A                          | A                          | A                          | A                          | Nie rozegrano              | Nie rozegrano              | Nie rozegrano              | Nie rozegrano              | 2R                         |                            | 0 / 1                      | 0 – 1                      |                            |                            |                            |                            |                            |                            |                            |                            |                            |
| Pekin                      | Premier Mandatory          | A                          | A                          | A                          | A                          | A                          | A                          | A                          | A                          | A                          | Nie rozegrano              | Nie rozegrano              | Nie rozegrano              | 1R                         | 2R                         |                            | 0 / 2                      | 0 – 2                      |                            |                            |                            |                            |                            |                            |                            |                            |                            |
| Guadalajara                | –                          | Nie rozegrano              | Nie rozegrano              | Nie rozegrano              | Nie rozegrano              | Nie rozegrano              | Nie rozegrano              | Nie rozegrano              | Nie rozegrano              | Nie rozegrano              | Nie rozegrano              | Nie rozegrano              | 1R                         | A                          | 500                        | 500                        | 0 / 1                      | 0 – 1                      |                            |                            |                            |                            |                            |                            |                            |                            |                            |
|                            |                            |                            |                            |                            |                            |                            |                            |                            |                            |                            |                            |                            |                            |                            |                            |                            | 1 / 23                     | 30 – 22                    |                            |                            |                            |                            |                            |                            |                            |                            |                            |

### W grze podwójnej
| Turniej                    | Kategoria do 2020          | 2011                       | 2012                       | 2013                       | 2014                       | 2015                       | 2016                       | 2017                       | 2018                       | 2019                       | 2020                       | 2021                       | 2022                       | 2023                       | 2024                       | 2025                       | Tytuły                     | Z–Pa                       |                            |                            |                            |                            |                            |                            |                            |                            |                            |
| Mistrzostwa kończące sezon | Mistrzostwa kończące sezon | Mistrzostwa kończące sezon | Mistrzostwa kończące sezon | Mistrzostwa kończące sezon | Mistrzostwa kończące sezon | Mistrzostwa kończące sezon | Mistrzostwa kończące sezon | Mistrzostwa kończące sezon | Mistrzostwa kończące sezon | Mistrzostwa kończące sezon | Mistrzostwa kończące sezon | Mistrzostwa kończące sezon | Mistrzostwa kończące sezon | Mistrzostwa kończące sezon | Mistrzostwa kończące sezon | Mistrzostwa kończące sezon | Mistrzostwa kończące sezon | Mistrzostwa kończące sezon | Mistrzostwa kończące sezon | Mistrzostwa kończące sezon | Mistrzostwa kończące sezon | Mistrzostwa kończące sezon | Mistrzostwa kończące sezon | Mistrzostwa kończące sezon | Mistrzostwa kończące sezon | Mistrzostwa kończące sezon | Mistrzostwa kończące sezon |
| -------------------------- | -------------------------- | -------------------------- | -------------------------- | -------------------------- | -------------------------- | -------------------------- | -------------------------- | -------------------------- | -------------------------- | -------------------------- | -------------------------- | -------------------------- | -------------------------- | -------------------------- | -------------------------- | -------------------------- | -------------------------- | -------------------------- | -------------------------- | -------------------------- | -------------------------- | -------------------------- | -------------------------- | -------------------------- | -------------------------- | -------------------------- | -------------------------- |
| WTA Finals                 | WTA Finals                 | A                          | A                          | A                          | A                          | A                          | A                          | A                          | F                          | RR                         | NH                         | W                          | F                          | RR                         | A                          |                            | 1 / 5                      | 13 – 6                     |                            |                            |                            |                            |                            |                            |                            |                            |                            |
| Turnieje WTA 1000          |                            |                            |                            |                            |                            |                            |                            |                            |                            |                            |                            |                            |                            |                            |                            |                            |                            |                            |                            |                            |                            |                            |                            |                            |                            |                            |                            |
| Dubaj                      | Premier 5/Premier          | A                          | P                          | P                          | P                          | A                          | P                          | A                          | P                          | A                          | P                          | QF                         | 500                        | A                          | A                          | A                          | 0 / 1                      | 1 – 1                      |                            |                            |                            |                            |                            |                            |                            |                            |                            |
| Doha                       | Premier 5/Premier          | P                          | A                          | A                          | A                          | P                          | 2R                         | P                          | SF                         | P                          | SF                         | 500                        | QF                         | 500                        | A                          | A                          | 0 / 4                      | 7 – 4                      |                            |                            |                            |                            |                            |                            |                            |                            |                            |
| Indian Wells               | Premier Mandatory          | A                          | A                          | A                          | A                          | A                          | A                          | A                          | 2R                         | F                          | NH                         | QF                         | A                          | W                          | A                          | A                          | 1 / 4                      | 12 – 3                     |                            |                            |                            |                            |                            |                            |                            |                            |                            |
| Miami                      | Premier Mandatory          | A                          | A                          | A                          | A                          | A                          | A                          | A                          | F                          | 1R                         | NH                         | 2R                         | A                          | A                          | A                          | A                          | 0 / 3                      | 5 – 3                      |                            |                            |                            |                            |                            |                            |                            |                            |                            |
| Madryt                     | Premier Mandatory          | A                          | A                          | A                          | A                          | A                          | A                          | 1R                         | 2R                         | QF                         | NH                         | W                          | A                          | A                          | F                          | A                          | 1 / 5                      | 10 – 4                     |                            |                            |                            |                            |                            |                            |                            |                            |                            |
| Rzym                       | Premier 5                  | A                          | A                          | A                          | A                          | A                          | A                          | QF                         | 1R                         | SF                         | A                          | QF                         | A                          | A                          | A                          | A                          | 0 / 4                      | 5 – 4                      |                            |                            |                            |                            |                            |                            |                            |                            |                            |
| Montreal/Toronto           | Premier 5                  | A                          | A                          | A                          | A                          | A                          | A                          | 2R                         | 2R                         | W                          | NH                         | A                          | 2R                         | A                          | A                          | QF                         | 1 / 5                      | 7 – 4                      |                            |                            |                            |                            |                            |                            |                            |                            |                            |
| Cincinnati                 | Premier 5                  | A                          | A                          | A                          | A                          | A                          | A                          | A                          | QF                         | QF                         | A                          | SF                         | 2R                         | QF                         | A                          | QF                         | 0 / 6                      | 6 – 5                      |                            |                            |                            |                            |                            |                            |                            |                            |                            |
| Tokio/ Wuhan               | Premier 5                  | A                          | A                          | A                          | A                          | A                          | A                          | A                          | A                          | A                          | Nie rozegrano              | Nie rozegrano              | Nie rozegrano              | Nie rozegrano              | 2R                         |                            | 0 / 1                      | 1 – 1                      |                            |                            |                            |                            |                            |                            |                            |                            |                            |
| Pekin                      | Premier Mandatory          | A                          | A                          | A                          | A                          | A                          | A                          | A                          | A                          | A                          | Nie rozegrano              | Nie rozegrano              | Nie rozegrano              | 2R                         | A                          |                            | 0 / 1                      | 0 – 1                      |                            |                            |                            |                            |                            |                            |                            |                            |                            |
| Guadalajara                | –                          | Nie rozegrano              | Nie rozegrano              | Nie rozegrano              | Nie rozegrano              | Nie rozegrano              | Nie rozegrano              | Nie rozegrano              | Nie rozegrano              | Nie rozegrano              | Nie rozegrano              | Nie rozegrano              | SF                         | A                          | 500                        | 500                        | 0 / 1                      | 2 – 1                      |                            |                            |                            |                            |                            |                            |                            |                            |                            |
|                            |                            |                            |                            |                            |                            |                            |                            |                            |                            |                            |                            |                            |                            |                            |                            |                            | 3 / 35                     | 56 – 31                    |                            |                            |                            |                            |                            |                            |                            |                            |                            |

## Finały turniejów ITF
| turnieje z pulą nagród 100 000 $   |
| turnieje z pulą nagród 75/80 000 $ |
| turnieje z pulą nagród 50/60 000 $ |
| turnieje z pulą nagród 25 000 $    |
| turnieje z pulą nagród 15 000 $    |
| turnieje z pulą nagród 10 000 $    |

### Gra pojedyncza
|     | Data       | Turniej      | Kat. | ($)    | Naw.   | Finalistka        | Wynik            |
| 1.  | 21/10/2012 | Dubrownik    | ITF  | 10 000 | ziemna | Polina Lejkina    | 6:4, 6:1         |
| 2.  | 06/10/2013 | Solin        | ITF  | 10 000 | ziemna | Tereza Malikova   | 6:2, 6:2         |
| 3.  | 27/10/2013 | Dubrownik    | ITF  | 10 000 | ziemna | Polona Rebersak   | 6:1, 3:6, 6:0    |
| 4.  | 03/11/2013 | Umag         | ITF  | 10 000 | ziemna | Agnes Bukta       | 6:1, 6:4         |
| 5.  | 01/12/2013 | Bol          | ITF  | 10 000 | ziemna | Ema Mikulcic      | 3:6, 6:0, 6:3    |
| 6.  | 22/06/2014 | Prerov       | ITF  | 15 000 | ziemna | Lenka Juríková    | 6:3, 6:4         |
| 7.  | 06/07/2014 | Toruń        | ITF  | 25 000 | ziemna | Maria Sakari      | 6:4, 6:1         |
| 8.  | 02/11/2014 | Stambuł      | ITF  | 25 000 | twarda | Viktorija Golubic | 6:1, 6:4         |
| 9.  | 19/07/2015 | Ołomuniec    | ITF  | 50 000 | ziemna | Petra Cetkovská   | 3:6, 6:4, 7:6(5) |
| 10. | 01/07/2018 | Toruń        | ITF  | 25 000 | ziemna | Rebecca Šramková  | 7:5, 6:1         |
| 11. | 07/04/2019 | Palm Harbor  | ITF  | 80 000 | ziemna | Nicole Gibbs      | 6:0, 6:1         |
| 12. | 14/04/2019 | Pelham       | ITF  | 25 000 | ziemna | Caroline Dolehide | 6:4, 6:3         |
| 13. | 05/05/2019 | Wiesbaden    | ITF  | 60 000 | ziemna | Katarina Zawacka  | 6:4, 7:6(2)      |
| 14. | 23/06/2019 | Staré Splavy | ITF  | 60 000 | ziemna | Denisa Allertová  | 6:2, 6:3         |

## Występy w igrzyskach olimpijskich

### Gra pojedyncza
| Runda                                                                       | Przeciwniczka                             | Wynik            |
| --------------------------------------------------------------------------- | ----------------------------------------- | ---------------- |
|                                                                             |                                           |                  |
| Letnie Igrzyska Olimpijskie w Tokio 2020, reprezentując państwo Czechy [8]  |                                           |                  |
| I runda                                                                     | Kazachstan: Zarina Dijas                  | 5:3 krecz        |
| II runda                                                                    | Kanada: Leylah Fernandez                  | 6:2, 6:4         |
| III runda                                                                   | Szwajcaria: Belinda Bencic [9]            | 6:1, 2:6, 3:6    |
|                                                                             |                                           |                  |
| Letnie Igrzyska Olimpijskie w Paryżu 2024, reprezentując państwo Czechy [9] |                                           |                  |
| I runda                                                                     | Hiszpania: Sara Sorribes Tormo            | 4:6, 6:0, 7:6(2) |
| II runda                                                                    | Chiny: Wang Xinyu                         | 6:3, 6:2         |
| III runda                                                                   | Ukraina: Elina Switolina                  | 7:6(5), 2:6, 6:4 |
| Ćwierćfinał                                                                 | Słowacja: Anna Karolína Schmiedlová [ITF] | 4:6, 2:6         |

### Gra podwójna
| Runda                                                                   | Partnerka              | Przeciwniczki                                                          | Wynik          |
| ----------------------------------------------------------------------- | ---------------------- | ---------------------------------------------------------------------- | -------------- |
|                                                                         |                        |                                                                        |                |
| Letnie Igrzyska Olimpijskie w Tokio 2020, reprezentując państwo Czechy  |                        |                                                                        |                |
| I runda                                                                 | Kateřina Siniaková [1] | Chińskie Tajpej: Hsieh Yu-chieh / Hsu Chieh-yu                         | 6:2, 6:1       |
| II runda                                                                | Kateřina Siniaková [1] | Hiszpania: Paula Badosa / Sara Sorribes Tormo                          | 6:2, 5:7, 10–5 |
| Ćwierćfinał                                                             | Kateřina Siniaková [1] | Australia: Ashleigh Barty / Storm Sanders [6]                          | 3:6, 6:4, 10–7 |
| Półfinał                                                                | Kateřina Siniaková [1] | Rosyjski Komitet Olimpijski: Wieronika Kudiermietowa / Jelena Wiesnina | 6:3, 3:6, 10–6 |
| O złoty medal                                                           | Kateřina Siniaková [1] | Szwajcaria: Belinda Bencic / Viktorija Golubic                         | 7:5, 6:1       |
|                                                                         |                        |                                                                        |                |
| Letnie Igrzyska Olimpijskie w Paryżu 2024, reprezentując państwo Czechy |                        |                                                                        |                |
| I runda                                                                 | Kateřina Siniaková [2] | Chińskie Tajpej: Chan Hao-ching / Latisha Chan [PR]                    | 6:4, 6:0       |
| II runda                                                                | Kateřina Siniaková [2] | Japonia: Shūko Aoyama / Ena Shibahara                                  | 7:5, 6:4       |
| Ćwierćfinał                                                             | Kateřina Siniaková [2] | Indywidualni sportowcy neutralni: Mirra Andriejewa / Diana Sznajder    | 1:6, 5:7       |

## Finały wielkoszlemowych turniejów juniorskich

### Gra podwójna (4)
| Końcowy wynik | Rok  | Turniej         | Nawierzchnia | Partnerka             | Przeciwniczki                         | Wynik finału   |
| Finalistka    | 2013 | Australian Open | Twarda       | Ołeksandra Koraszwili | Ana Konjuh Carol Zhao                 | 7:5, 4:6, 7–10 |
| Zwyciężczyni  | 2013 | French Open     | Ceglana      | Kateřina Siniaková    | Doménica González Beatriz Haddad Maia | 7:5, 6:2       |
| Zwyciężczyni  | 2013 | Wimbledon       | Trawiasta    | Kateřina Siniaková    | Anhelina Kalinina Iryna Szymanowicz   | 6:3, 6:1       |
| Zwyciężczyni  | 2013 | US Open         | Twarda       | Kateřina Siniaková    | Belinda Bencic Sara Sorribes Tormo    | 6:3, 6:4       |

## Zwycięstwa nad zawodniczkami klasyfikowanymi w danym momencie w czołowej dziesiątce rankingu WTA
Stan na 20.08.2025
| Sezon      | 2021 | 2022 | 2023 | 2024 | 2025 | Łącznie |
| Zwycięstwa | 4    | 3    | 4    | 4    | 0    | 15      |

| Lp.  | Zawodnik         | Ranking | Turniej                             | Nawierzchnia  | Runda | Wynik             |
| ---- | ---------------- | ------- | ----------------------------------- | ------------- | ----- | ----------------- |
| 2021 |                  |         |                                     |               |       |                   |
| 1.   | Sofia Kenin      | Nr 5    | Rzym, Włochy                        | Ceglana       | 2R    | 6:1, 6:4          |
| 2.   | Elina Switolina  | Nr 6    | French Open, Francja                | Ceglana       | 3R    | 6:3, 6:2          |
| 3.   | Garbiñe Muguruza | Nr 9    | Cincinnati, Stany Zjednoczone       | Twarda        | 3R    | 6:1, 6:7(5), 6:2  |
| 4.   | Garbiñe Muguruza | Nr 10   | US Open, Stany Zjednoczone          | Twarda        | 4R    | 6:3, 7:6(4)       |
| 2022 |                  |         |                                     |               |       |                   |
| 5.   | Anett Kontaveit  | Nr 7    | Sydney, Australia                   | Twarda        | SF    | 0:6, 6:4, 7:6(12) |
| 6.   | Anett Kontaveit  | Nr 4    | Tallinn, Estonia                    | Twarda (hala) | F     | 6:2, 6:3          |
| 7.   | Iga Świątek      | Nr 1    | Ostrawa, Czechy                     | Twarda (hala) | F     | 5:7, 7:6(4), 6:3  |
| 2023 |                  |         |                                     |               |       |                   |
| 8.   | Darja Kasatkina  | Nr 8    | Dubaj, Zjednoczone Emiraty Arabskie | Twarda        | 2R    | 6:4, 4:6, 7:5     |
| 9.   | Aryna Sabalenka  | Nr 2    | Dubaj, Zjednoczone Emiraty Arabskie | Twarda        | QF    | 0:6, 7:6(2), 6:1  |
| 10.  | Jessica Pegula   | Nr 3    | Dubaj, Zjednoczone Emiraty Arabskie | Twarda        | SF    | 6:1, 5:7, 6:0     |
| 11.  | Iga Świątek      | Nr 1    | Dubaj, Zjednoczone Emiraty Arabskie | Twarda        | F     | 6:4, 6:2          |
| 2024 |                  |         |                                     |               |       |                   |
| 12.  | Jelena Rybakina  | Nr 4    | Wimbledon, Wielka Brytania          | Trawiasta     | SF    | 3:6, 6:3, 6:4     |
| 13.  | Jasmine Paolini  | Nr 7    | Wimbledon, Wielka Brytania          | Trawiasta     | F     | 6:2, 2:6, 6:4     |
| 14.  | Jessica Pegula   | Nr 6    | WTA Finals, Arabia Saudyjska        | Twarda        | RR    | 6:3, 6:3          |
| 15.  | Coco Gauff       | Nr 3    | WTA Finals, Arabia Saudyjska        | Twarda        | RR    | 7:5, 6:4          |